# Balansia aristidae
Balansia aristidae är en svampart som först beskrevs av George Francis Atkinson, och fick sitt nu gällande namn av Diehl 1950. Balansia aristidae ingår i släktet Balansia och familjen Clavicipitaceae.   Inga underarter finns listade i Catalogue of Life.